# Còssifa de Rüppell
El còssifa de Rüppell (Cossypha semirufa) és una espècie d'ocell paseriforme de la família dels muscicàpids pròpia de l'Àfrica oriental. El seu hàbitat principal són els boscos tropicals i subtropicals de frondoses humits de l'estatge montà, matollars tropicals i jardins. El seu estat de conservació és considerat de risc mínim.
És molt semblant però una mica més petita (18 cm) que la còssifa de Heuglin (20 cm).
El nom específic de Rüppell fa referència a Eduard Rüppell (1794-1884), zoòleg alemany explorador al nord-est d'Àfrica i al Pròxim Orient.